# Brigades blanches
Ne doit pas être confondu avec Brigade blanche ou Brigada Blanca (Mexique).
Les brigades blanches sont un dispositif créé par le département du Rhône et l'Office public d'aménagement et de construction (OPAC) du Rhône en vue de l'insertion professionnelle de bénéficiaires du Revenu de solidarité active (RSA).
Les bénéficiaires sont embauchés par des Ateliers chantiers d'insertion (ACI), et employés à des travaux de plâtrerie peinture par l'OPAC.
Ces travaux peuvent concerner des logements en attente de relocation, ou des parties communes (montées d'escaliers, couloirs, etc.)
En parallèle de cet emploi, les salariés en insertion bénéficient d'un accompagnement social et professionnel assuré par les Ateliers Chantiers d'Insertion qui les emploient, en vue de leur permettre un retour efficace à l'emploi et/ou un accès à la formation qualifiante.
Dans sa première version, le dispositif était géré par l'association Arradep, qui a déposé le bilan en janvier 2011. Il s'est ensuivi une année d'absence du dispositif.
Depuis fin 2011, le dispositif a repris vie, et ce sont à présent 4 ACI qui gèrent des Brigades Blanches : 
- L'Abri[4] (secteurs de Villefranche-sur-Saône et Belleville),
- Item (secteur d'Oullins)
- MSD (secteurs de Vaulx-en-Velin et Décines[5])
- Régie de Quartier Armstrong (Vénissieux)[6]